# Adrianus Petit Coclico
Adrianus Petit Coclico (ur. w 1499 lub 1500 na terenie Flandrii – zm. po wrześniu 1562 w Kopenhadze)  – flamandzki kompozytor, śpiewak i teoretyk muzyki okresu renesansu.
Jako muzyk służył w Paryżu na dworze króla Francji, a także w Rzymie w kapeli papieskiej Pawła III. Początkowo cieszył się uznaniem papieża, lecz prawdopodobnie ze względu na przejście na protestantyzm został oskarżony o niemoralne prowadzenie się i poddany represjom (ze źródeł wynika, że przez pewien czas przebywał w więzieniu papieskim) i musiał opuścić Rzym. Wiele podróżował po Europie – w 1545 przebywał w Wittenberdze, w 1546 we Frankfurcie nad Odrą, a w 1547 trafił do Szczecina .
W Szczecinie Coclico zamierzał uzyskać posadę w Pedagogium Szczecińskim i skierował do ówczesnego księcia szczecińskiego Barnima IX (XI) Pobożnego list w tej sprawie, datowany na 4 lipca 1547. Zapewne zależało mu na stanowisku kantora Pedagogium, ale pozostaje niejasne, czy takie stanowisko otrzymał (mogło być już obsadzone). Prawdopodobnie po kilku miesiącach pracy w Szczecinie Coclico wyjechał do Królewca. W roku 1552 wyjechał do Norymbergi, stamtąd do Wismaru, by wreszcie osiąść w Kopenhadze .
Jako kompozytor był Coclico przedstawicielem szkoły flamandzkiej – prawdopodobne jest, że był uczniem Josquina des Prés. Był człowiekiem wykształconym, znał łacinę i nauki wyzwolone, pisał muzyczne traktaty teoretyczne. Komponował głównie wielogłosowe motety.